# Jämsä härad
Jämsä härad är ett härad i Mellersta Finland, tidigare i Tavastehus, Mellersta Finlands respektive Västra Finlands län.
Ytan (landsareal) var 1910 3810,9 km²; häradet hade 31 december 1908 45.512 invånare med en befolkningstäthet av 11,9 inv/km².

## Ingående kommuner
De ingående landskommunerna var 1910 som följer:
- Eräjärvi
- Jämsä
- Korpilaks, finska: Korpilahti
- Kuhmalaks, finska: Kuhmalahti
- Kuhmois, finska: Kuhmoinen
- Kuorevesi
- Luopiois, finska: Luopioinen
- Längelmäki

Muurame avskildes från Korpilax 1921, Säynätsalo från Muurame 1924, Koskenpää från Jämsä 1925 och Jämsänkoski från Jämsä 1926.
Kuorevesi överfördes till Ruovesi härad 1922. Luopiois och Kuhmalax överfördes till Birkala härad 1959. När Mellersta Finlands län bildades 1960 fördes Jämsä härad till det nya länet, men Längelmäki och Eräjärvi fördes till Ruovesi härad, och Kuhmois fördes till Hollola härad. Å andra sidan överfördes Keuru, Muldia, Petäjävesi och Pihlajavesi från Laukas härad. Kuhmois fördes tillbaka till Jämsä härad 1974 när kommunen överfördes från Tavastehus till Mellersta Finlands län.
Koskenpää inkorporerades i Jämsänkoski 1969 och Säynätsalo i Jyväskylä 1993.
Som en följd av kommunsammanslagningar och överföringar mellan härader består häradet sedan 2009 av Jämsä stad och Kuhmois kommun.